# مثير للشغب
مثير للشغب هو عنوان المجموعة الشعرية الأولى للشاعر السوري نورس يكن، صدرت في 19 نوفمبر 2010 عن دار عبد المنعم ناشرون للثقافة والكتب في مدينة حلب وتم إطلاقها في أمسية شعرية خاصة في مقهى ثقافي في 28 فبراير 2011 بحضور عدد من الأدباء والمهتمين بالشأن الثقافي.

## وصف الكتاب
يتألف الكتاب من 38 قصيدة نثرية، صدر منه 1000 نسخة وزعت داخل سوريا وبعض الدول العربية، كتب مقدمة الكتاب الشاعر رعد يكن، وقامت خولة محوك بتصميم الأغلفة والرسومات الداخلية، حيث تناول الكتاب مواضيع منوعة بين الحب والميثولوجيا والثورة الفلسطينية.